# Melocactus intortus
El melón de costa (Melocactus intortus)  es una especie de plantas de la familia Cactaceae. Es especie nativa de La Española en Haití y República Dominicana y Puerto Rico.  Es una especie rara en la vida silvestre.

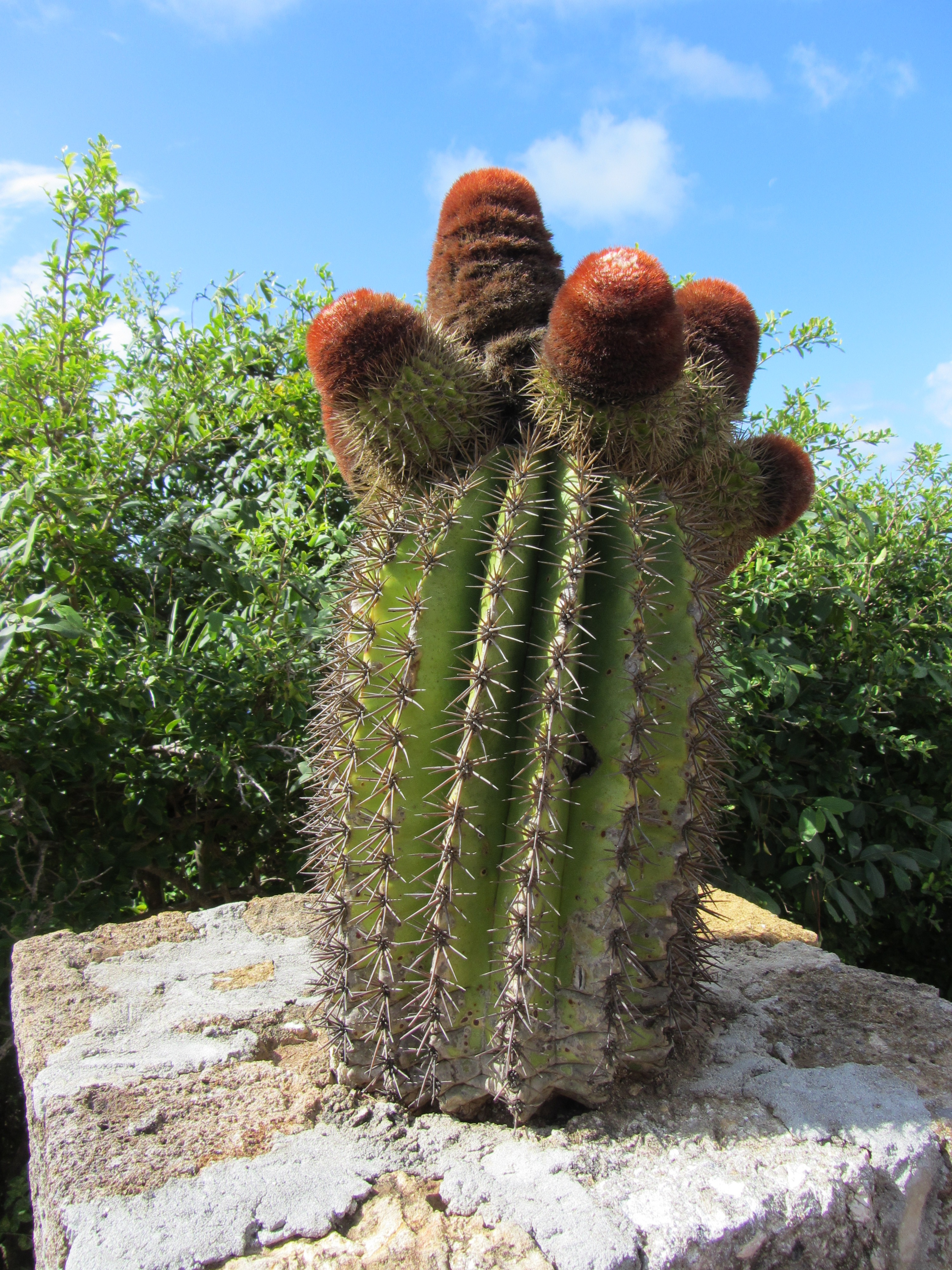
Detalle de los cefalios.

## Descripción
Es una planta  perenne carnosa y globosa-cilíndrica armada de espinos, de color verde y de 14-20 costillas , de forma hundida-globosa cuando joven, forma ovalada, globosa o cilíndrica cuando vieja, con las flores de color rojo polinizadas por los picaflores y las semillas dispersadas por el bosque seco espinoso, por los comeñames que consumen la fruta.

## Historia
La especie forma parte del escudo de armas y bandera de las Islas Turcas y Caicos.

## Taxonomía
Melocactus intortus fue descrita por (Mill.) Urb. y publicado en Repertorium Specierum Novarum Regni Vegetabilis 16: 35. 1919.
Etimología
Melocactus: nombre genérico, utilizado por primera vez por Tournefort, proviene del latín melo, abreviación de melopepo (término con que Plinio el Viejo designaba al melón). Se distingue de las demás cactáceas cilíndricas por tener un cefalio o gorro rojo, razón por la que los primeros españoles que llegaron a Sudamérica le llamaban "gorro turco".
intortus: epíteto latino  que significa "herida". 
Sinonimia
- Cactus intortus
- Cactus coronatus
- Melocactus coronatus
- Cactus melocactus
- Melocactus communis
- Cactus antonii
- Melocactus antonii
- Melocactus pedernalensis[2][3]

## Nombres comunes
- Español:Melón de costa.[4]
- cardo cabezudo, cardón cabezudo, melón de monte.[5]